# Dixieland

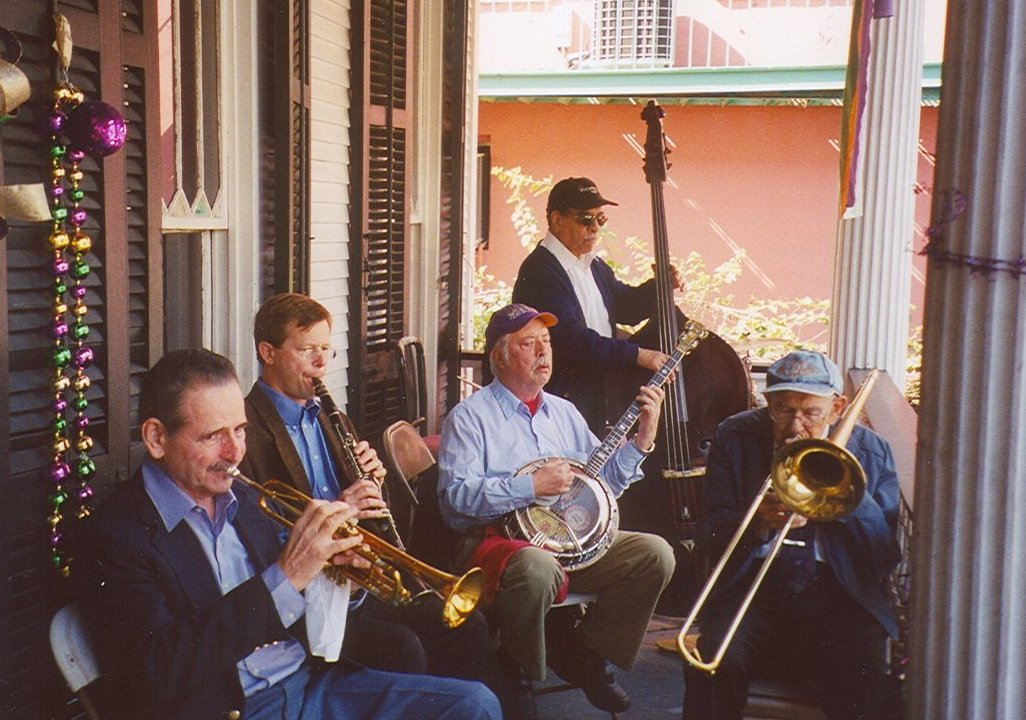
Uma banda de jazz tradicionalista toca em uma festa em Nova Orleans em 2005

O Dixieland ou Jazz tradicional, é um subgénero de jazz criado em 1910, em Nova Orleans. Considerado o último estilo da mistura musical afro-europeia. Em 1917, foi o primeiro uso do termo Jazz com o grupo Original Dixieland Jazz Band, anteriormente se escrevia Jass.
Nova Orleans, uma cidade importante no surgimento do jazz, era um porto marítimo e o lar de muitos ex-escravos, que trouxeram as "Canções de Trabalho" e o "Spirituals", no lado da música europeia, foi mais popular na forma de marcha, hinos e séries de danças como a quadrilha. Nos bares e bordéis do bairro Storyville, se ouvia o Ragtime e o Blues.
O jazz de Nova Orleans era um estilo de música com uma estrutura fixa de grupo, com papéis estritamente estabelecimentos para cada instrumento. Geralmente se destacava o trompetista ou cornetista, que tocavam a melodia com o apoio harmônico do trombone e as filigranas do clarinete, que mantinham um ritmo constante estabelecido pela seção rítmica, que normalmente estava composta por piano, banjo, guitarra, tuba ou contrabaixo e bateria.
Papa Jack Laine, de Nova Orleans, diretor de bandas de rua, foi o "pai do jazz branco". Nas festas de rua, bandas de brancos e de negros, competiam marchando pela cidade. Os brancos eram menos expressivos, mas tinham mais recursos técnicos e os negros possuíam mais alegria e suas improvisações estavam carregadas de Blues. Cada integrante da banda tinha espaço para improvisar, ocorrendo uma sequência de improvisações.
A Original Dixieland Jazz Band (O.D.J.B.) fez um contrato com a gravadora Columbia para criar o primeiro disco conhecido de jazz, no mês seguinte gravou Victor: !Dixie Jass Band", "One Step" e "Livery Stable Blues". Eles introduziram a palavra JAZZ no vocabulário dos nova-iorquinos, das pessoas na rua e até dos moradores de palácios. Os componentes da O.D.J.B. não inventaram o jazz, apenas o escutaram em Nova Orleans, nos bairros dos bordéis, nos desfiles de rua e nas marchas fúnebres. Era um som raro, discordante e agridoce, que parecia misturar a música militar, as canções de vaudeville, os cânticos religiosos e o blues rural, com situações festivas, de trabalho e sentimentais.
Nessa época também se destacaram figuras como: Buddy Bolden, Louis Armstrong, Muggsy Spainer, Kid Ory, King Oliver, Sidney Bechet, Johnny Dodds, Jelly Roll Morton e Baby Dodds.